# Bodianus axillaris
 Bodianus axillaris és una espècie de peix de la família dels làbrids i de l'ordre dels perciformes.

## Morfologia
Els mascles poden assolir els 20 cm de longitud total.

## Distribució geogràfica
Es troba des del Mar Roig fins a Sud-àfrica, les Illes Marshall, les Illes Marqueses, les Tuamotu i el Japó.